# بيتر كوكي (متسابق يخت)
بيتر كوكي (بالإنجليزية: Peter Cooke) هو متسابق يخت كيني، ولد في 23 سبتمبر 1924، وتوفي في 27 ديسمبر 2001.

## وصلات خارجية
- بيتر كوك على موقع أوليمبيديا (الإنجليزية)